# خوسيه فرنسيسكو بينيا غوميز
خوسيه فرنسيسكو بينيا غوميز هو محامي دومينيكاني، ولد في 6 مارس 1937 في ليمبي في الكاميرون، وتوفي في 10 مايو 1998 في Cambita Garabitos ‏ في جمهورية الدومينيكان بسبب سرطان البنكرياس.